# Некоузький район
Некоузький район (рос. Некоузский район) — адміністративна одиниця Ярославської області Російської Федерації.
Адміністративний центр — село Новий Некоуз.

## Адміністративний поділ
До складу району входять 4 сільських поселення:
1. Веретейське сільське поселення (сел. Борок)
  - Веретейський сільський округ
  - Лацковський сільський округ
2. Волзьке сільське поселення (сел. Волга)
  - Волзький сільський округ (відповідає сел. Волга)
  - Шестіхинський сільський округ (с. Шестіхіно)
3. Некоузьке сільське поселення (с. Новий Некоуз)
  - Некоузький сільський округ
  - Новинський сільський округ
  - Рожаловський сільський округ
  - Спаський сільський округ
  - Станіловський сільський округ
4. Октябрське сільське поселення (сел. Октябрь)
  - Октябрський сільський округ
  - Родіоновський сільський округ

## Персоналії
В районі народилися:
- Фалін Олексій Іванович — Герой Радянського Союзу (село Середка).